# Маус, Октав
Октав Маус (фр. Octave Maus; 12 июня 1856, Брюссель — 26 ноября 1919, Брюссель) — бельгийский юрист, писатель, художественный и музыкальный критик, публицист.

## Биография
Октав Маус изучал право в Свободном университете Брюсселя. Он был убеждённым вагнерианцем — почитателем музыки композитора Рихарда Вагнера. Музыке его научила его двоюродная сестра, художница Анна Бош, а затем Луи Брассен. Маус был одним из первых паломников в Байройт, Бавария, являлся членом «патронажа Байройта» и Брюссельского Общества Вагнера (Wagnerverein).
В марте 1881 года Октав Маус вместе с Эдмоном Пикаром, Виктором Арну (1838—1894) и Эженом Робером (1839—1911) основал еженедельный журнал «Современное искусство» (L’Аrt modernе), который просуществовал до 1914 года. Находясь в оппозиции к редакции журнала «Молодая Бельгия» (La jeune Belgique), органу парнасцев и символистов, Октав Маус противопоставил лозунгу «искусство для искусства» понимание художественного творчества как социального фактора. В еженедельном салоне Эдмона Пикара собирались молодые писатели и художники-авангардисты.
О. Маус в 1884 году стал основателем и секретарём художественного кружка «Общество двадцати» (Les XX), существование которого он продолжил в 1894 году созданием объединения «Свободная эстетика» (La Libre Esthétique; 1894—1914). Маус защищал всё новое в современном в искусстве. С 1902 по 1919 год он также был первым президентом Ассоциации франкоязычных бельгийских писателей.

## Основные сочинения
- Воспоминания вагнерианца (Souvenirs d’un wagnériste)

- Байройтский театр (Théâtre de Bayreuth)

- На вершинах (Sur les cîmes). 1887

- Прелюдии (Les Préludes). 1921